# Пожарная насосная станция

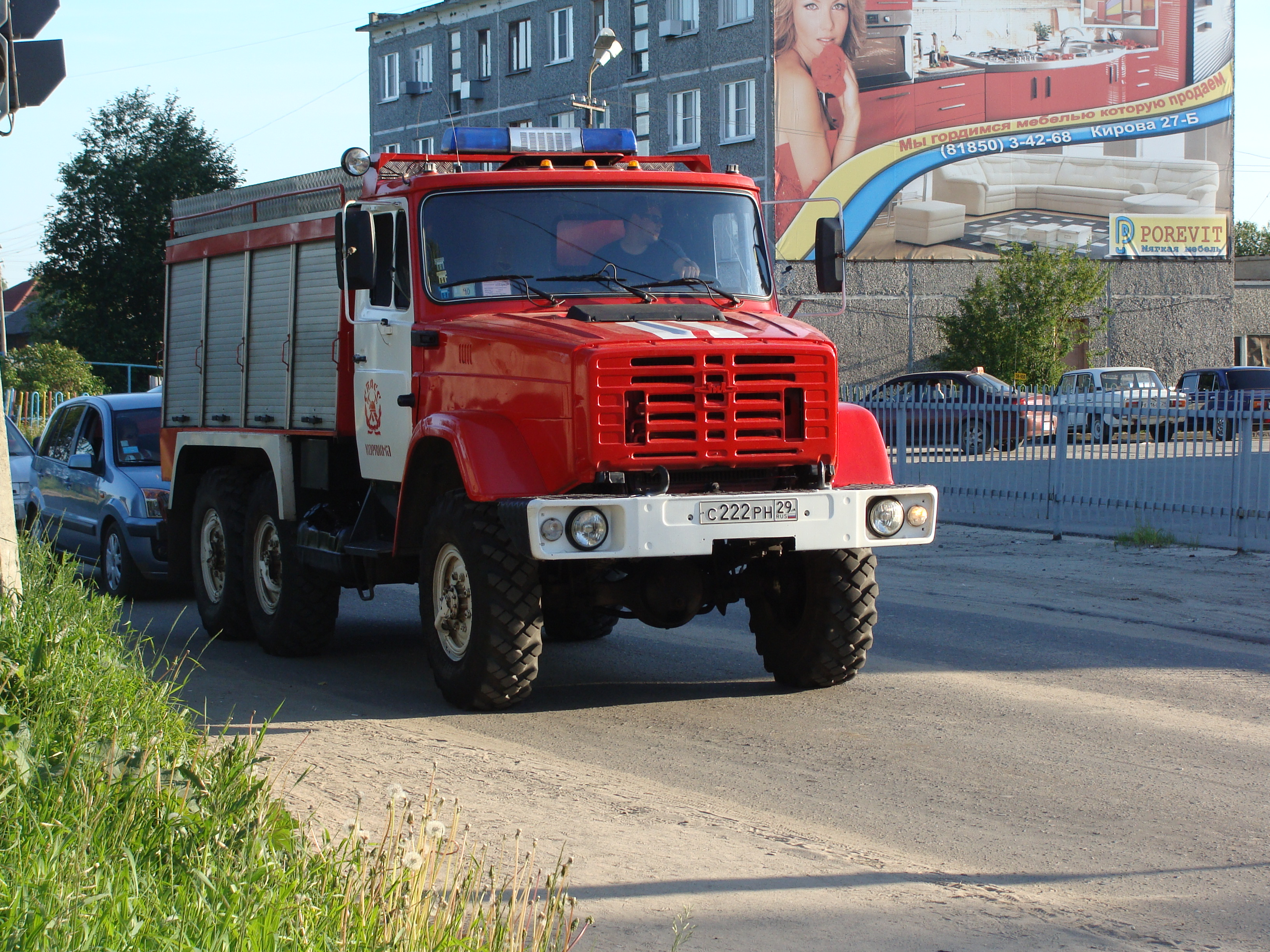
ПНС-110 на базе ЗИЛ-4334

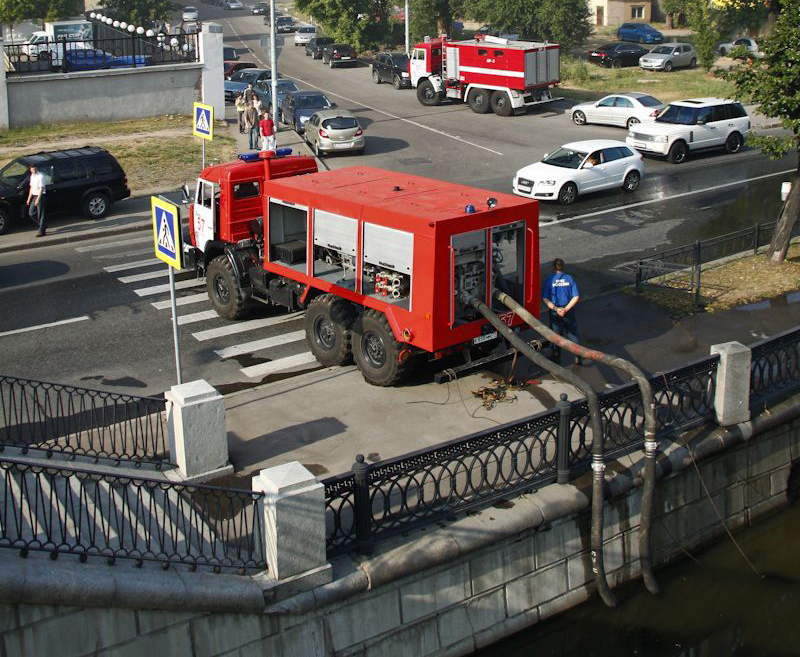
Забор воды из реки

Пожарная насосная станция — пожарный автомобиль, предназначенный для тушения крупных пожаров, когда требуется подача большого количества огнегасящих веществ.
Пожарная насосная станция (ПНС) оборудована центробежным насосом производительностью 100 л/с и более,  с приводом от двигателя шасси или от отдельного автономного двигателя. ПНС может быть использована для подачи воды из открытых водоёмов на значительные расстояния по магистральным рукавным линиям или металлическим трубопроводам, обеспечивать водой пожарные автоцистерны, автонасосы, лафетные стволы и другую технику, используемую для тушения крупных пожаров. ПНС может быть использована для заполнения искусственных водоёмов при подготовке к тушению крупных пожаров. Совместно с рукавным автомобилем и передвижным лафетным стволом ПНС обеспечивает тушение крупных пожаров на лесобиржах, а также нефтяных и газовых фонтанах.